# TLC (canal de televiziune)
TLC  este un canal de televiziune american de divertisment ce difuzează emisiuni reality deținut de Warner Bros. Discovery.
A fost lansat în 1972 ca Appalachian Community Service Network, redenumit în 1980 în The Learning Channel, iar 1991 a fost cumpărat de Discovery. Din cauza audienței scăzute, în 1998 formatul de documentare a fost înlocuit cu unul de divertisment și amenajări interioare, din 2008 reality-show-uri ocupând cea mai mare parte din grilă.
Începând cu 2010 fost lansat la nivel global inlocuind postul Discovery Travel & Living. În România a fost lansat pe 20 ianuarie 2011.
Pe 2 august 2022, canalul și-a lansat un feed local pentru România.
La data de noiembrie 2023, TLC este disponibil la aproximativ 71 de milioane de locuințe cu televiziune, în scădere de la vârful său din 2011 de 100 de milioane.

## Emisiunile difuzate
- 24 de ore la Urgență
- Anthony Bourdain: Fără rezervare
- Bebeluși și copii salvați
- Case pe plajele Australiei
- Concursul cofetarilor
- Confruntări dureroase
- Familia Kennedy
- Fenomene Stranii
- Fenomene Stranii în Australia
- Frumuseți miniaturale
- Jon & Kate + 8
- LA Ink
- La scară mică, într-o lume mare
- Lecții pentru părinți
- Masterchef US
- Meniuri miraculoase
- Miami Ink
- În lipsa ta
- În sala de nașteri
- Nuntă cu hohote (de râs)
- Oameni strângători
- Părinți transsexuali
- Poliția vestimentară
- Polițistele din Broward County
- Private practice
- Probleme stânjenitoare
- Regele bucătarilor
- Regele cofetarilor
- Rochia perfectă
- Schimbare de imagine
- Superlocuințe
- The Biggest Loser - Concurs de slăbit
- Tranzacții imobiliare
- Un meniu rentabil
- Urgențe bizare
- Vine barza!